# Robert Joseph Auguste
Pour les articles homonymes, voir Auguste (homonymie).
 (janvier 2018).
Robert-Joseph Auguste, né le 23 mars 1723 à Valenciennes et décédé en 1805 à Paris, est un sculpteur et orfèvre royal de Louis XV et Louis XVI.

## Biographie

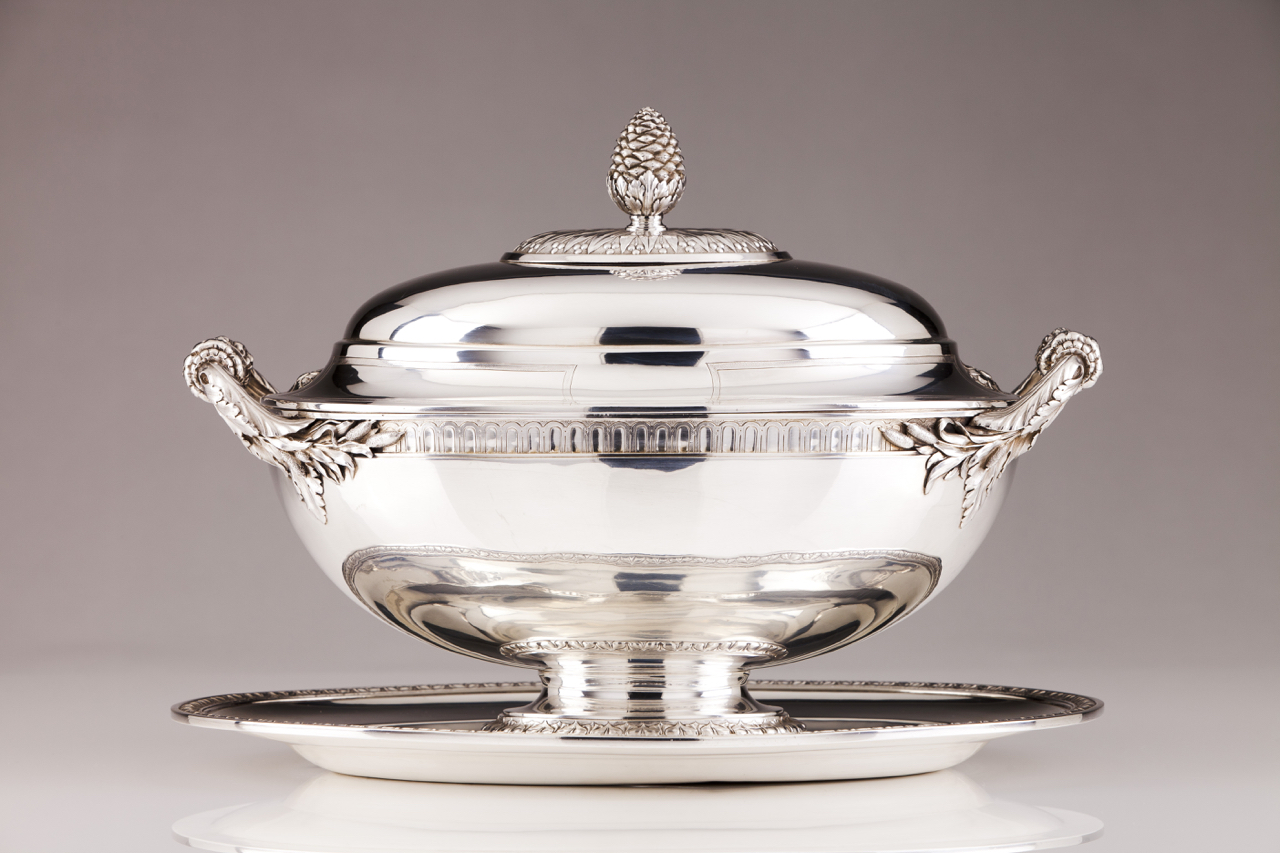
Soupière d'argent réalisée par Robert-Joseph Auguste vers 1784.

À défaut d'avoir validé un brevet d'apprentissage, Robert-Joseph Auguste obtient son entrée dans la corporation des orfèvres en décembre 1756, par arrêt du conseil du Roi, et dépose son poinçon en janvier 1757. Il est nommé orfèvre du roi le 23 mars 1775.
Il est poussé par la marquise de Pompadour, pour qui il réalise une salière et une poivrière en ronde bosse d'or par l'intermédiaire du marchand mercier Lazare Duvaux.
Une grande partie de sa production a disparu à la suite des fontes de Louis XV et des révolutionnaires, mais son travail est connu grâce à sa clientèle internationale, notamment Christian VII de Danemark, Catherine II de Russie ou George III d'Angleterre qui lui ont passé commande.
Il effectue un apprentissage chez les Roëttiers.
Son fils, Henri Auguste prend le contrôle de l'atelier familial en 1784-1785.
Le musée du Louvre possède à ce jour 45 pièces du service à la française commandé par le roi George III d'Angleterre et de Hanovre, livré entre 1777 et 1786.